# Uche Nwaneri
Uchechukwu Eberechukwu Nwaneri, detto Uche (Dallas, 20 marzo 1984 – West Lafayette, 30 dicembre 2022), è stato un giocatore di football americano statunitense che militò nel ruolo di offensive guard pella National Football League (NFL). Fu scelto nel corso del quinto giro (149º assoluto) del Draft NFL 2007 dai Jacksonville Jaguars. Al college giocò a football alla Purdue University.

## Carriera

### Jacksonville Jaguars
Nwaneri fu scelto nel corso del quinto giro del draft 2007 dai Jaguars. Nella sua stagione da rookie disputò nove partite, di cui una sola come titolare. La stagione successiva fu promosso come titolare dopo l'infortunio di Vince Manuwai, finendo per essere schierato dall'inizio in tutte le 15 partite disputate. In quella stagione concesse soli 4,5 sack agli avversari diretti.
Nwaneri e Maurice Williams competerono per la posizione di guardia titolare nel 2009, dopo il ritorno di Vince Manuwai. Nwaneri alla fine si guadagnò il posto di titolare disputando tutte le 16 partite, 13 delle quali dall'inizio. In quella stagione concesse un solo sack e non subì alcuna penalità dagli arbitri. Nelle tre stagioni successive, il giocatore giocò come titolare ogni singola gara dell'anno tranne una nel 2012. Fu svincolato il 4 marzo 2014.

### Dallas Cowboys
Il 25 giugno 2014, Nwaneri firmò coi Dallas Cowboys con cui trascorse solamente la pre-stagione prima di ritirarsi.

## Morte
Nwaneri morì il 30 dicembre 2022, dopo un collasso.

## Vita privata
Nwaneri era anche un ristoratore e gestiva un negozio di tatuaggi, chiamato The Anchor. In virtù di ciò, comparve come protagonista di puntata nel decimo episodio della decima stagione di Spie al ristorante.